# شراره (فیلم ۱۳۷۸)
شراره فیلمی به کارگردانی سیامک شایقی و نویسندگی بهروز تورانی، سیامک شایقی ساختهٔ سال ۱۳۷۸ است.

## خلاصه داستان
دو زوج جوان، پریسا (لاله اسکندری) و شاهین (علیرضا ثانی‌فر)، شادی (شبنم طلوعی) و پژمان (کوروش تهامی) در آستانه مراسم عقد، از یک فاجعه آگاه می‌شوند که ادامه مراسم را متوقف می‌کند. کیومرث (حبیب دهقان نسب، شوهر پروانه ـ «خواهر ناتنی پریسا») بر اثر شلیک گلوله مجروح و به بیمارستان منتقل می‌شود. به زودی با تحقیق‌های سرگرد محقق (شاهرخ فروتنیان) از اداره آگاهی، و بررسی‌های وکیل خانواده، دلیل و نحوه شکل‌گیری این حادثه روشن می‌شود. شراره (نهال اخوت)، دختر کوچک پروانه (رؤیا تیموریان) به اصرار می‌گوید که او پدرش را کشته‌است ولی مادر می‌گوید که تیر را او به شوهرش شلیک کرده‌است. سرگرد محقق با دیگران نیز صحبت می‌کند و درحالی که تحقیقات همچنان ادامه دارد، از بیمارستان خبر داده می‌شود که حال کیومرث رو به بهبودی است. همه شواهد دال بر مجروح شدن کیومرث به دست همسرش است ولی تا روشن شدن قضیه، پروانه و شراره به زندان می‌روند. چندی بعد خبر مرگ کیومرث به خانواده می‌رسد. در دادگاه پروانه می‌گوید که به دلیل بدرفتاری‌های کیومرث او را کشته‌است و دخترش به دروغ خود را قاتل پدرش معرفی می‌کند. در پایان، مشخص می‌شود که کیومرث خودش با اسلحه خودش را کشته و دادگاه رأی بر بی گناهی پروانه و شراره می‌دهد. حالا دیگر زوج‌های جوان فرصتی می‌یابند تا مراسم ازدواج خود را برگزار کنند.

## بازیگران
- شبنم طلوعی
- علیرضا ثانی‌فر
- کوروش تهامی
- لاله اسکندری
- سروش صحت
- بهناز نازی
- غلامرضا طباطبایی
- شاهرخ فروتنیان
- نیکو خردمند
- رؤیا تیموریان
- مهتاج نجومی
- عنایت‌الله بخشی
- حبیب دهقان‌نسب
- مینا جعفرزاده
- نعمت‌الله گرجی
- جهانگیر صمیمی‌فرد
- فرخ‌لقا هوشمند
- حسین افشار
- نهال اخوت
- جواد نظری
- سام شایقی
- مسلم بشعره